# Wapen van Wieringerwaard

Het wapen van Wieringerwaard

Het wapen van Wieringerwaard werd op 22 oktober 1817 door de Hoge Raad van Adel aan de Noord-Hollandse gemeente Wieringerwaard toegekend. De gemeente gebruikte het wapen tot 1970. In dat jaar ging de gemeente op in de fusiegemeente Barsingerhorn. De nieuwe gemeente vroeg een nieuw wapen aan met in een van de kwartieren een witte zwaan, waardoor Wieringerwaard in het nieuwe gemeentewapen vertegenwoordigd werd. Het wapen werd in 1611 door de Staten van Holland en West-Friesland verleend aan de in 1610 ontstane polder.

## Blazoenering
De blazoenering van het wapen luidt als volgt:
Van lazuur beladen met 2 zwanen, geplaatst en fasce. Het schild van achteren tegengehouden door een leeuw, hebbende in iedere poot een slikhaak, alles van goud.
Het wapen is verleend in de rijkskleuren dus een blauw schild met gouden wapenstukken. De wapenstukken zijn twee zwanen, met ieder twee gouden kronen om de nek, die als een dwarsbalk geplaatst zijn. Zij hebben geen ondergrond en staan met de vleugels naar boven gericht. Achter het schild staat een gouden leeuw met in zijn bek een gouden lint en in beide voorpoten een slikhaak.
Abbekerk
· Akersloot
· Andijk
· Ankeveen
· Anna Paulowna
· Assendelft
· Avenhorn
· Barsingerhorn
· Beemster
· Beets
· Bennebroek
· Berkenrode
· Berkhout
· Bijlmermeer
· Blokker
· Bovenkarspel
· Broek in Waterland
· Broek op Langedijk
· Buiksloot
· Bussum
· Callantsoog
· De Rijp
· Egmond
· Egmond aan Zee
· Egmond-Binnen
· Graft
·  Graft-De Rijp
· 's-Graveland
· Groet
· Grootebroek
· Grosthuizen
· Haarlemmerliede
· Haarlemmerliede en Spaarnwoude
· Harenkarspel
· Heerhugowaard
· Hensbroek
· Hoogkarspel
· Hoogwoud
· Ilpendam
· Jisp
· Kalslagen
· Katwoude
· Koedijk
· Koog aan de Zaan
· Kortenhoef
· Krommenie
· Kwadijk
· Langedijk
· Leimuiden
· Limmen
· Marken
· Middelie
· Midwoud
· Monnickendam
· Muiden
· Naarden
· Nederhorst den Berg
· Nibbixwoud
· Niedorp
· Nieuwe Niedorp
· Nieuwendam
· Nieuwer-Amstel
· Noord-Scharwoude
· Noorder-Koggenland
· Obdam
· Oosthuizen
· Opperdoes
· Oterleek
· Oude Niedorp
· Oudendijk
· Oudkarspel
· Oudorp
· Petten
· Ransdorp
· Schardam
· Scharwoude
· Schellingwoude
· Schellinkhout
· Schermer
· Schermerhorn
· Schoorl
· Schoten
· Sijbekarspel
· Sint Maarten
· Sint Pancras
· Sloten
· Spaarndam
· Spaarnwoude
· Spanbroek
· Twisk
· Urk
· Ursem
· Veenhuizen
· Venhuizen
· Warder
· Warmenhuizen
· Waverveen
· Weesp
· Weesperkarspel
· Wervershoof
· Wester-Koggenland
· Westwoud
· Westzaan
· Wieringen
· Wieringermeer
· Wieringerwaard
· Wijdenes
. Wijdewormer
. Wijk aan Zee en Duin
· Wimmenum
· Winkel
· Wognum
· Wormer
· Wormerveer
· Zaandam
· Zaandijk
· Zeevang
· Zijpe
· Zuid-Scharwoude
· Zuid- en Noord-Schermer
· Zwaag

Dorpswapens:
Hauwert
· Volendam
· Zwaagdijk-West